# Kertosari (Asembagus)
Kertosari is een bestuurslaag in het regentschap Situbondo van de provincie Oost-Java, Indonesië. Kertosari telt 4415 inwoners (volkstelling 2010).